# Brunswick Heads
Brunswick Heads est une ville australienne, située dans le comté de Byron en Nouvelle Galles du Sud.

## Géographie
Brunswick Heads est une petite ville côtière située à l'embouchure de la rivière Brunswick. Elle est surtout fréquentée en période de vacances, grâce à sa plage de Torakina Beach. La rive gauche de la rivière abrite une forêt tropicale protégée et la rive sud est occupée par un port où sont amarrés des bateaux de pêche et de petits bateaux de plaisance. Le mont Chincogan et le mont Warning sont visibles de la ville. 
Brunswick Heads est située à 10 km au nord de la ville de Byron Bay et à 30 km de la frontière avec le Queensland.

## Démographie
En 2016, la population s'élevait à 1 737 habitants.